# Proton AG
Proton AG – szwajcarska firma technologiczna oferująca usługi internetowe skoncentrowane na prywatności użytkowników z nich korzystających. Firma została założona w 2014 roku przez grupę naukowców, którzy poznali się w CERN i stworzyli usługę poczty elektronicznej, Proton Mail. Główna siedziba firmy Proton AG znajduje się w Genewie, w Szwajcarii.
Firma oferuje usługi z zakresu poczty internetowej (Proton Mail), publicznie dostępnej wirtualnej sieci prywatnej (Proton VPN), kalendarza internetowego (Proton Calendar) i 
usług udostępniania plików (Proton Drive).

## Historia
Proton Mail został uruchomiony w publicznej wersji Beta 16 maja 2014 roku przez grupę naukowców, którzy poznali się w CERN. Firma założona w lipcu 2014 roku jako Proton Technologies AG (później Proton AG), była początkowo finansowana przez społeczność. W czerwcu 2017 roku firma wypuściła drugą usługę, Proton VPN. W kwietniu 2022 roku Proton AG przejął francuski startup SimpleLogin.

## Usługi

### Proton Mail
Proton Mail został upubliczniony w wersji Beta 16 maja 2014 roku jako usługa poczty e-mail szyfrowana end-to-end. Proton Mail 2.0 został wypuszczony 14 sierpnia 2015 roku, ze zmienionym, upublicznionym kodem źródłowym.

### Proton VPN
Po ponad roku finansowania społecznościowego, Proton wypuścił, Proton VPN, bezpieczną usługę VPN. Proton VPN zapewnia politykę braku przechowywania logów, lokalizację w Szwajcarii oraz zabezpieczenia przed wyciekami adresów IP (DNS i WebRTC). Usługa jest dostępna przez anonimową sieć Tor, clearnet oraz aplikacje desktopowe i mobilne.
21 stycznia 2020 roku Proton ogłosił, że Proton VPN będzie oprogramowaniem z otwartym kodem źródłowym, aby umożliwić niezależnym ekspertom analizę pod kątem bezpieczeństwa usługi. Był to pierwszy dostawca VPN, który zdecydował się na taki krok. Jednocześnie Proton zapewnił, że przeprowadzony został niezależny audyt bezpieczeństwa.
Na dzień 28 maja 2022 roku, Proton VPN posiada 1786 serwerów, zlokalizowanych w 63 krajach, wszystkie należące bezpośrednio do firmy Proton.

### Proton Calendar
Wypuszczony w publicznej wersji beta 30 grudnia 2019, Proton Calendar jest całkowicie szyfrowanym kalendarzem online. Od 14 kwietnia 2021 roku jest dostępny dla wszystkich użytkowników poczty Proton Mail.

### Proton Drive
Wypuszczony w publicznej wersji beta 16 listopada 2020, Proton Drive zapewnia przechowywanie danych w chmurze szyfrowanych end-to-end. Od 17 czerwca 2021 roku usługa jest dostępna dla subskrybentów płatnych planów poczty Proton Mail.

## Lokalizacja i bezpieczeństwo
Zarówno Proton Mail jak i Proton VPN są zlokalizowane w Szwajcarii, w celu uniknięcia jakiejkolwiek inwigilacji lub żądań informacji z krajów objętych klauzulą "Fourteen Eyes" lub podlegających rządowym przepisom dotyczącym nadzoru, takim jak amerykańska ustawa Patriot Act. Ponadto szwajcarskie prawo zapewnia restrykcyjne przepisy dotyczące ochrony prywatności.

## Centra danych

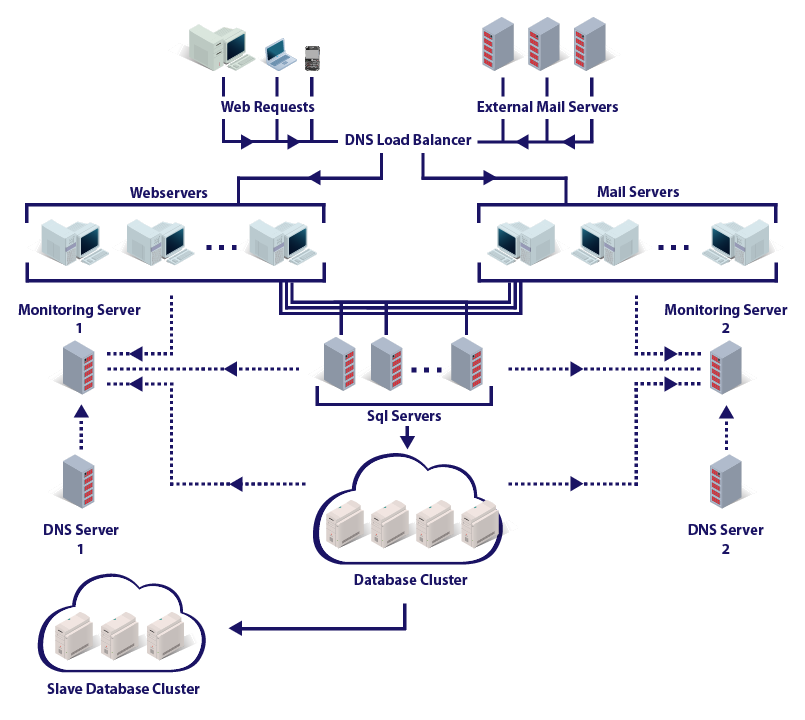
Architektura centrów danych Proton Mail.

Usługa Proton Mail posiada własne serwery, aby unikać używania usług od zewnętrznych dostawców. Firma utrzymuje 2 centra danych: w Lozannie i w Attinghausen (w byłym bunkrze militarnym K7, 1000 metrów pod granitową skałą) jako centrum zapasowe. Ponieważ centra danych są zlokalizowane w Szwajcarii, pozostają poza jurysdykcją władz Stanów Zjednoczonych oraz Unii Europejskiej. Zgodnie ze szwajcarskim prawem, wszystkie wnioski o inwigilację z zagranicy muszą uzyskać zgodę sądu szwajcarskiego i podlegają traktatom międzynarodowym. Potencjalne cele inwigilacji są niezwłocznie o tym powiadamiane i mogą odwołać się od wniosku w sądzie.
Każde centrum danych wykorzystuje technikę równoważenia obciążenia między serwerami internetowymi, pocztowymi i bazodanowymi. Ponadto wdrożone zostało nadmiarowe zasilanie, szyfrowanie dysków twardych oraz zastosowano wyłącznie otwarte oprogramowanie, na przykład systemy operacyjne oparte na jądrze Linux. W grudniu 2014 roku Proton dołączył do organizacji RIPE NCC, w celu uzyskania bardziej bezpośredniej kontroli nad otaczającą infrastrukturą internetową.

## Finansowanie
Proton był początkowo finansowany przez społeczność. Obecnie, poprzez płatne subskrypcje swoich usług, a także częściowo przez FONGIT („Fondation Genevoise pour l'Innovation Technologique”; w języku angielskim „Foundation for Technological Innovation”); fundację non-profit, która sama jest finansowana przez Szwajcarską Federalną Komisję ds. Technologii i Innowacji.
W marcu 2021 roku, Proton potwierdził, że akcje należące do Charles Rivers Ventures zostały przeniesione do FONGIT.